# Hokuetsu Express
La Hokuetsu Express (北越急行?, Hokuetsu Kyūkō) è una compagnia ferroviaria giapponese del terzo settore che gestisce una linea ferroviaria nella prefettura di Niigata. La sua sede principale è nella città di Minamiuonuma.

## Storia
L'azienda è stata fondata il 30 agosto 1984.
Il 22 marzo 1997 viene aperta la linea Hokuhoku tra Muikamachi e Saigata. Da marzo 1997 a marzo 2015, la compagnia ha operato servizi espressi “Hakutaka” tra le stazioni di Kanazawa e Echigo-Yuzawa, fornendo il miglior tempo di percorrenza tra Tokyo e Kanazawa (attraverso la linea Jōetsu Shinkansen). Con l'apertura della linea Hokuriku Shinkansen il 14 marzo 2015, tra Nagano e Kanazawa, il treno espresso “Hakutaka” viene soppresso e un nuovo superespresso “Snow Rabbit” viene impiegato come treno più veloce utilizzando la classe HK100, con un viaggio di andata e ritorno verso la linea Myōkō Haneuma sulla Ferrovia Echigo Tokimeki.

## Linee ferroviarie
L'azienda gestsce una sola linea, la linea Hokuhoku.
- Linea Hokuhoku (ほくほく線?): Muikamachi - Saigata (59,5 km, 12 stazioni)

## Materiale rotabile
L'azienda utilizza i treni della serie HK100. Fino al 2015 ha utilizzato anche i treni delle serie HK681 e HK683 per i servizi espressi Hakutaka

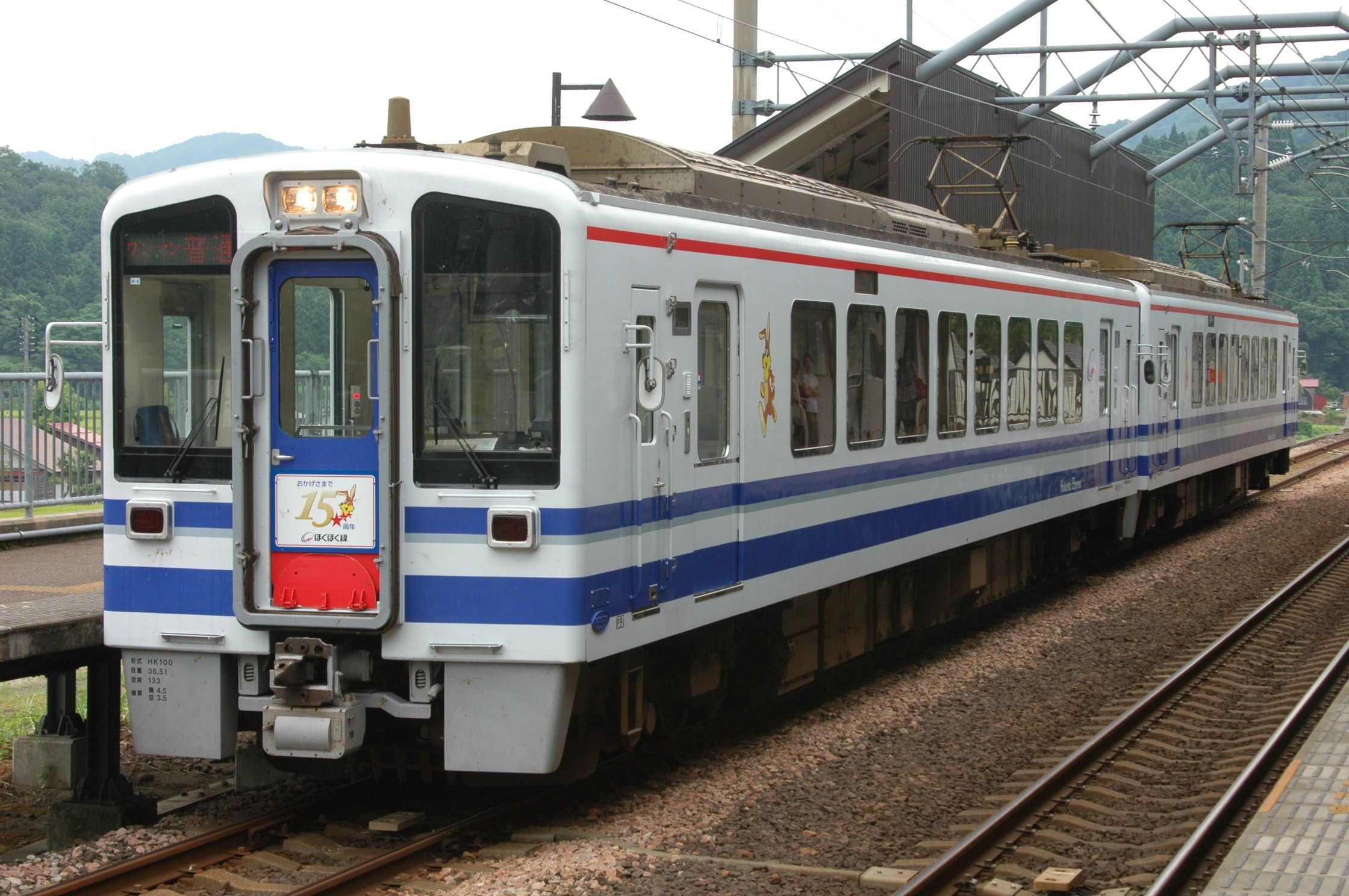
Serie HK100
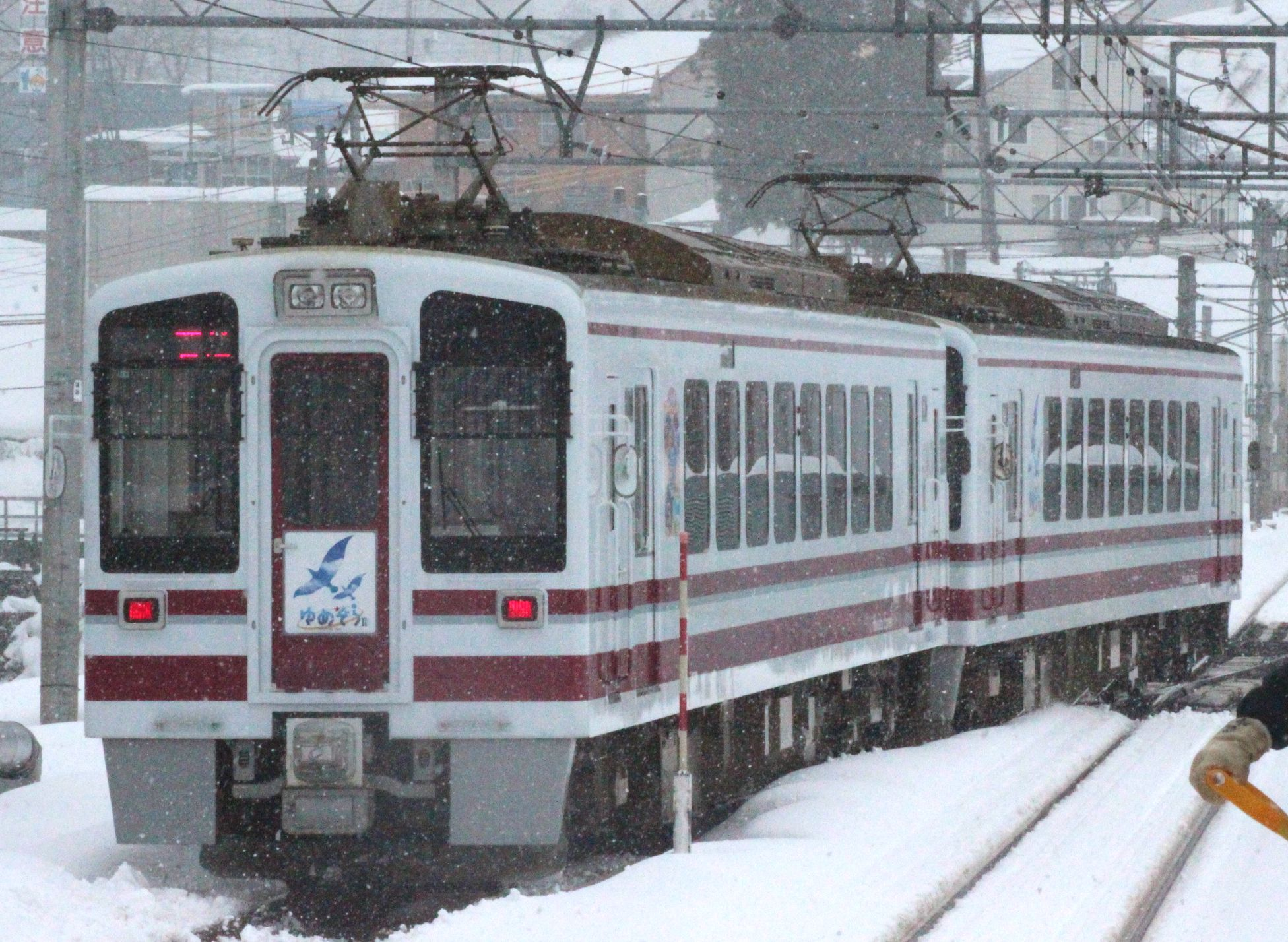
Serie HK100 Yumezora II
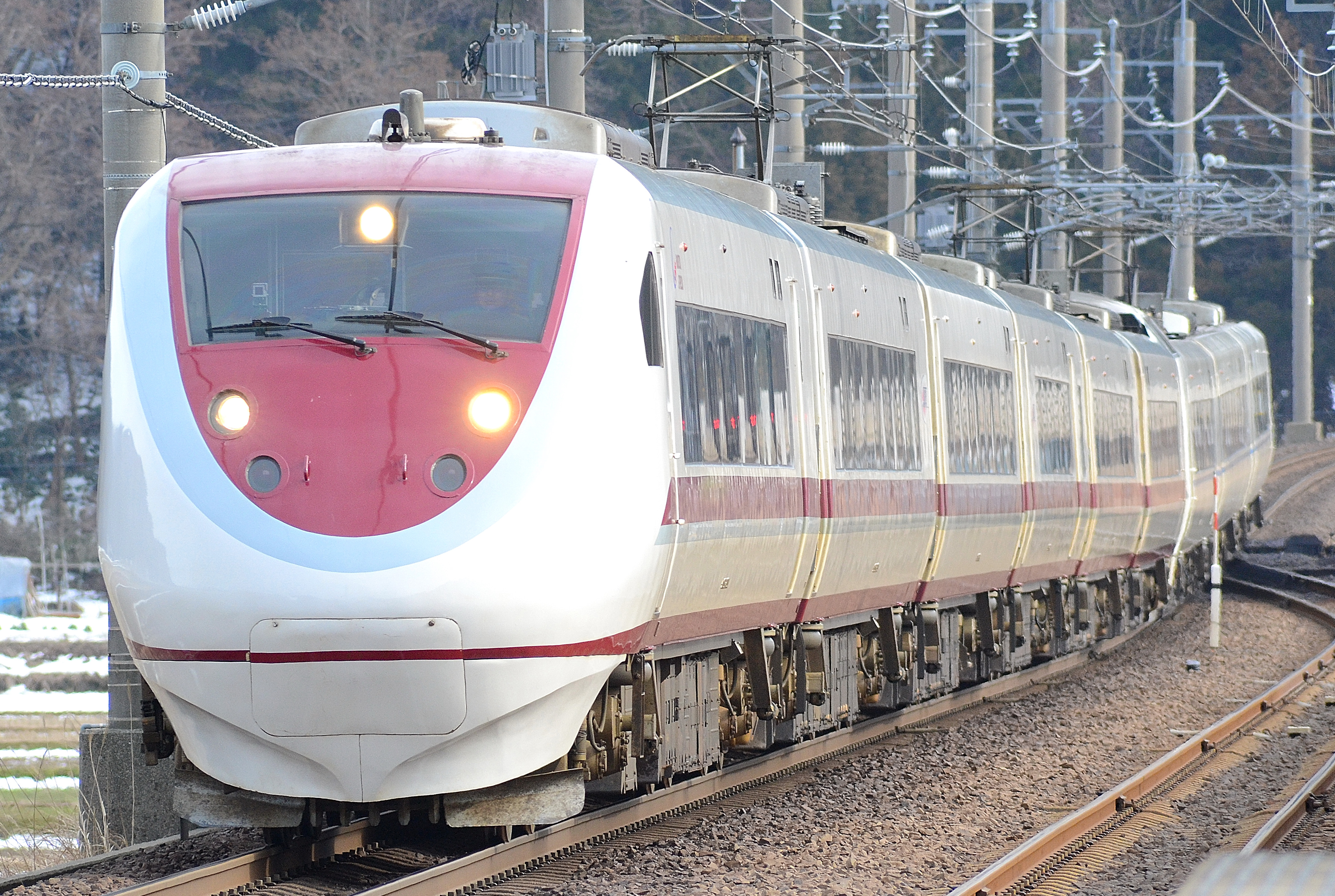
Serie 681 Hakutaka
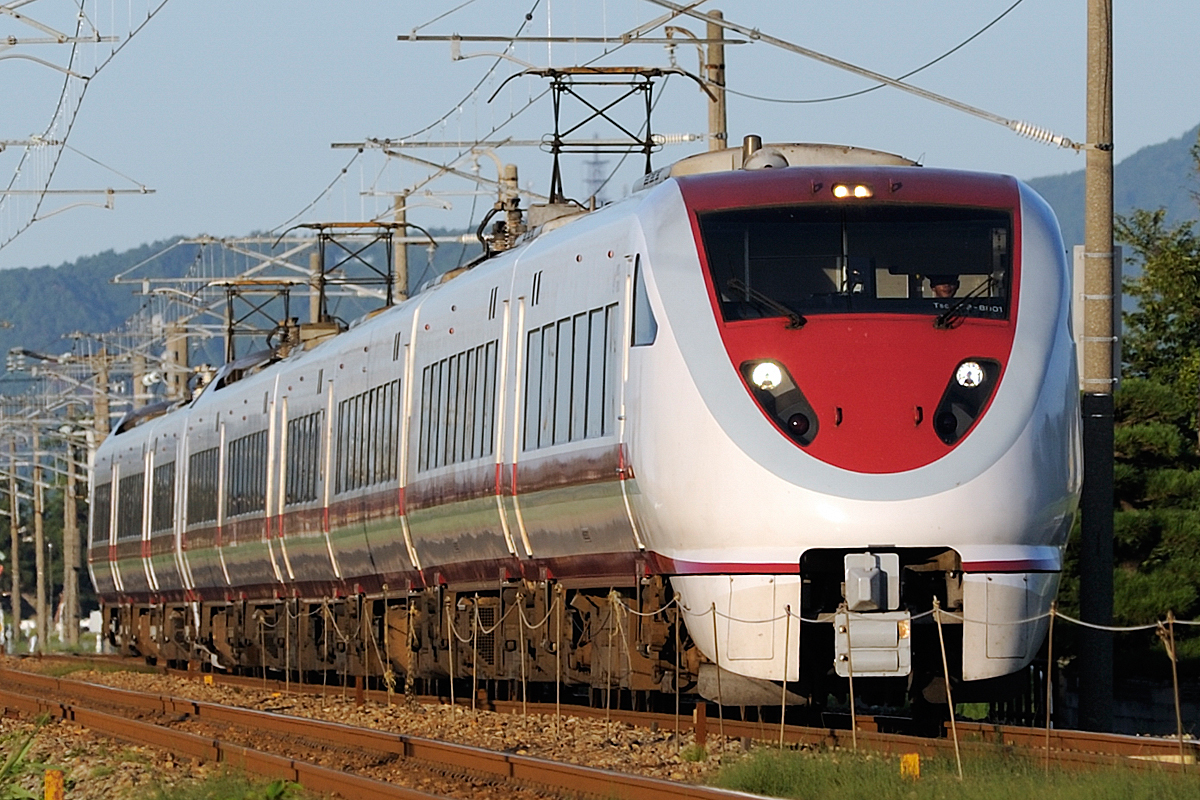
Serie 683 Hakutaka

- Serie HK100
- Serie HK100 Yumezora II
- Serie 681 Hakutaka
- Serie 683 Hakutaka